# Klara (księżna belgijska)
Klara Ludwika (ur. jako Claire Louise Coombs 18 stycznia 1974, Bath) - księżna Belgii jako żona księcia Wawrzyńca. Jest pochodzenia brytyjskiego po ojcu i belgijskiego po matce.
W 1977 jej rodzina przeniosła się do Dion-le-Val (koło Brukseli), żyła więc w Belgii od trzeciego roku życia.

## Małżeństwo i potomstwo
Księżna Klara jest żoną królewicza Wawrzyńca z dynastii sasko-koburskiej (syna Alberta II i Pauliny). Wyszła za niego 12 kwietnia 2003 roku w Brukseli. Para ma troje dzieci, są to:
- Ludwika Zofia Maria (ur. 6 lutego 2004)
- Mikołaj Kazimierz Maria (ur. 13 grudnia 2005)
- Emeryk August Maria (ur. 13 grudnia 2005)